# Lepeophtheirus bagri
Lepeophtheirus bagri är en kräftdjursart som beskrevs av James Dwight Dana 1848. Lepeophtheirus bagri ingår i släktet Lepeophtheirus och familjen Caligidae. Inga underarter finns listade i Catalogue of Life.